# Gymnothorax emmae
Gymnothorax emmae és una espècie de peix marí pertanyent a la família dels murènids i a l'ordre dels anguil·liformes.

## Etimologia
Gymnothorax prové dels mots grecs gymnos (nu, no vestit) i thorax, -akos (tòrax), mentre que emmae fa referència a Emma Karmóvskaia, una famosa experta russa en peixos anguil·liformes.

## Descripció
Fa 43 cm de llargària màxima. Presenta nombroses franges transversals i fosques al cos i les aletes, les quals, majoritàriament, no es connecten les unes amb les altres. Banda blanca i prima a l'extrem de les aletes dorsal, anal i caudal. El cap mostra un patró reticulat i tacat. 3-6 fileres longitudinals de taques fosques a l'àrea branquial. 121-129 vèrtebres (la fórmula vertebral és 2-47-125). Les dents del vòmer, mandibulars i maxil·lars són uniserials. Línia lateral contínua.

## Reproducció
Té lloc durant la primavera i l'estiu. Els ous són de grans dimensions (1 mm de diàmetre) i són de color groguenc clar.

## Alimentació
Hom creu que es nodreix de peixets i estomatòpodes.

## Hàbitat i distribució geogràfica
És un peix marí, bentopelàgic (entre 14 i 100 m de fondària) i de clima tropical, el qual viu al Pacífic occidental: els fons tous, llimosos i sorrencs del Vietnam.

## Observacions
És inofensiu per als humans, el seu índex de vulnerabilitat és baix (22 de 100), no té cap valor comercial i, en cas d'ésser capturat, és emprat com a farratge per als animals o descartat.